# Medalja
Medalja ali tudi kolajna (ang. Medal, ita. Medaglia, fra. médaille, lat. metallum) je ploščat, običajno okrogel kovinski predmet z 
reliefno podobo ali napisom. Izdelana je po navadi iz najžlahtnejših kovin, torej iz zlata, srebra, brona, svinca. Medalje so bile 
sprva ulite, kasneje nekje v 16. stoletju so jih kovali, od 19. stoletja dalje pa so jih začeli izdelovati z galvaniziranjem.	 
Medalje se v sodobnem času najpogosteje uporablja kot odlikovanje v športu z namenom nagrajevanja najuspešnejših posameznikov in ekip. Poznamo pa še druge vrste medalj kot so vojaške, državniške, spominske in druge. 
Izdelovalec medalj se imenuje medaljer (angleščina medallist), taisti naziv pa se uporablja tudi za izdelovalca plaket, značk, kovancev in podobnih draguljarskih izdelkov. 

## Zgodovina

### Izvor
Prvi zgodovinski vir izvora medalje sega v čas četrtega stoletja pred našim štetjem. Tristo let kasneje je zgodovinar Jožef Flavij objavil spis o tem kako je Aleksander Veliki takrat nagradil za pomoč hebrejskega svečenika. Le temu je v nagrado podelil zlati gumb. Kasneje so podobno ravnali tudi Rimljani in ravno od tedaj je ta sistem nagrajevanja razvit. 

## Vojaške medalje
Stari Rimljani so svoje vojaške medalje imenovali »phalera«. Podeljevali so jih svojim vojakom kot nagrado za njihovo služenje, le ti pa so jih nosili na svojih prsih, da so bile opazne. Že tedaj so poznali tako zlate kot tudi srebrne in bronaste v tem vrstnem redu po pomembnosti. 
V sodobnem času je med bolj poznanimi medaljami tista, ki jo podeljujejo v ZDA, kot najvišjo nagrado svojim vojakom za njihov pogum v spopadu. Le ta se imenuje Medalja časti (angleščina Medal of Honor). 

## Državniške medalje
Države po celem svetu uporabljajo medalje in druge vrste nagrad kot priznanja posameznikom in skupinam ljudi za njihove posebne zasluge na različnih področjih delovanja. Tako poznamo na primer medalje za diplomatske zasluge, ki jih podeljujejo države svojim in tujim diplomatom za utrjevanje meddržavniških vezi. Državniške medalje se lahko podeli tudi športnikom, če se tretira da so njihovi dosežki prispevali k mednarodni prepoznavi neke države. 

## Vrste športnih medalj po vrednosti
Kot nagrajevanje najboljšim športnikom se poleg drugega uporablja sistem podeljevanja medalj. Le te se podeli prvim trem najboljšim, je pa možno, da se v primerih izenačenosti posamezne medalje podeli več športnikom. Obstajajo pa celo izjemni primeri kot na primer v judu kjer je navada, da se bronasta podeli dvema judoistoma. 
Na koncu vsakega tekmovanja se odvije ceremonialni dogodek, ki se imenuje podelitev medalj. To je prireditev na kateri se posamezne medalje razdeli med tiste, ki so si jih prislužili. Športnike, ki so jih prejeli pa imenujemo dobitniki ali nosilci medalj. Tako se prvouvrščenemu lahko prilepi naziv nosilec zlate medalje. Še nadalje se lahko k temu nazivu pridoda ime nekega tekmovanja na katerem se je prireditev odvijala. Tako se na primer prvi na olimpijskih igrah imenuje nosilec zlate olimpijske medalje. 

### Zlata medalja
V večini športnih tekmovanj najvišje odlikovanje, ki se podeljuje zmagovalcem neke prireditve. Najprej so jih delali cele iz zlata, potem so jih le še pozlatili. Danes je jedro (notranjost) narejeno iz kovine.

### Srebrna medalja
Je drugo najvišje odlikovanje pri večini tekmovanj, ki se podeljuje drugo uvrščenim. Delali so jih (in jih) na enak način kot zlato, le da so to prevlekli s srebrom.

### Bronasta medalja
V večini tekmovanj najnižje odlikovanje namenjeno tretje uvrščenim. Tudi te so delali (in jih delajo) na enak način kot prvi dve le, da je ta prevlečena z bronom.